# Astochia bengalensis
Astochia bengalensis är en tvåvingeart som beskrevs av Joseph och Parui 1981. Astochia bengalensis ingår i släktet Astochia och familjen rovflugor. Inga underarter finns listade i Catalogue of Life.